# David Gandy
David James Gandy (sinh ngày 19 tháng 2 năm 1980) là siêu mẫu nam người Anh. Sau chiến thắng trong một cuộc thi trên truyền hình năm 2001, Gandy bắt đầu trở nên nổi tiếng.
Trong một ngành công nghiệp người mẫu bị thống trị bởi những người mẫu gầy gò, thân hình cơ bắp của Gandy đã khiến một số nhà thiết kế thời trang nam giới phải thay đổi tiêu chuẩn. Sự gia tăng mức độ nổi tiếng và sự công nhận tên tuổi của Gandy đã dẫn đến một danh mục lớn hình ảnh xuất hiện anh tại các trang bìa tạp chí, các buổi chụp hình biên tập, các cuộc phỏng vấn và các giải thưởng trong ngành.

## Tiểu sử
Gandy sinh ra tại Billericay, Essex, Vương Quốc Anh. Cha mẹ anh là chủ của những công ty vận chuyển hàng hóa.
Thời trẻ, Gandy muốn trở thành bác sĩ thú y, nhưng điểm số của anh không đủ cao để đáp ứng các tiêu chuẩn cần thiết cho ngành học đó. Vì vậy, khi đang theo học ngành khoa học máy tính đa phương tiện, anh đã làm việc cho Auto Express, mang những mẫu xe Porsche và Jaguar mới nhất đến đường đua để thử nghiệm.
Trước khi tốt nghiệp Đại học Gloucestershire với tấm bằng marketing, người bạn cùng phòng của Gandy (không biết anh ấy) đã cho anh tham gia cuộc thi người mẫu trên "This Morning" của ITV do Richard và Judy tổ chức. Ngày 27 tháng 6 năm 2001, ở tuổi 21, Gandy chiến thắng trong thi truyền hình với giải thưởng bao gồm một hợp đồng với công ty quản lý người mẫu Select Model Management ở Luân Đôn.

## Sự nghiệp

### Dự án khác
Vào tháng 5 năm 2010, Gandy phát biểu tại Đại học Oxford Union với tư cách là một thành viên của hội thảo bao gồm: nhiếp ảnh gia Tony McGee là người phụ trách cấp cao của Bảo tàng Victoria và Albert, Claire Wilcox là cố vấn thời trang; Frances Card và Dolly Jones là biên tập viên của tạp chí Vogue. He modelled for Dolce & Gabbana's 2008 calendar, shot by photographer Mariano Vivanco. Gandy cũng được mời đến Oxford Union một lần nữa vào ngày 19 tháng 11 năm 2012 với Alex Bilmes, Biên tập viên của tờ Esquire để thảo luận về "Tầm quan trọng của thời trang nam giới."

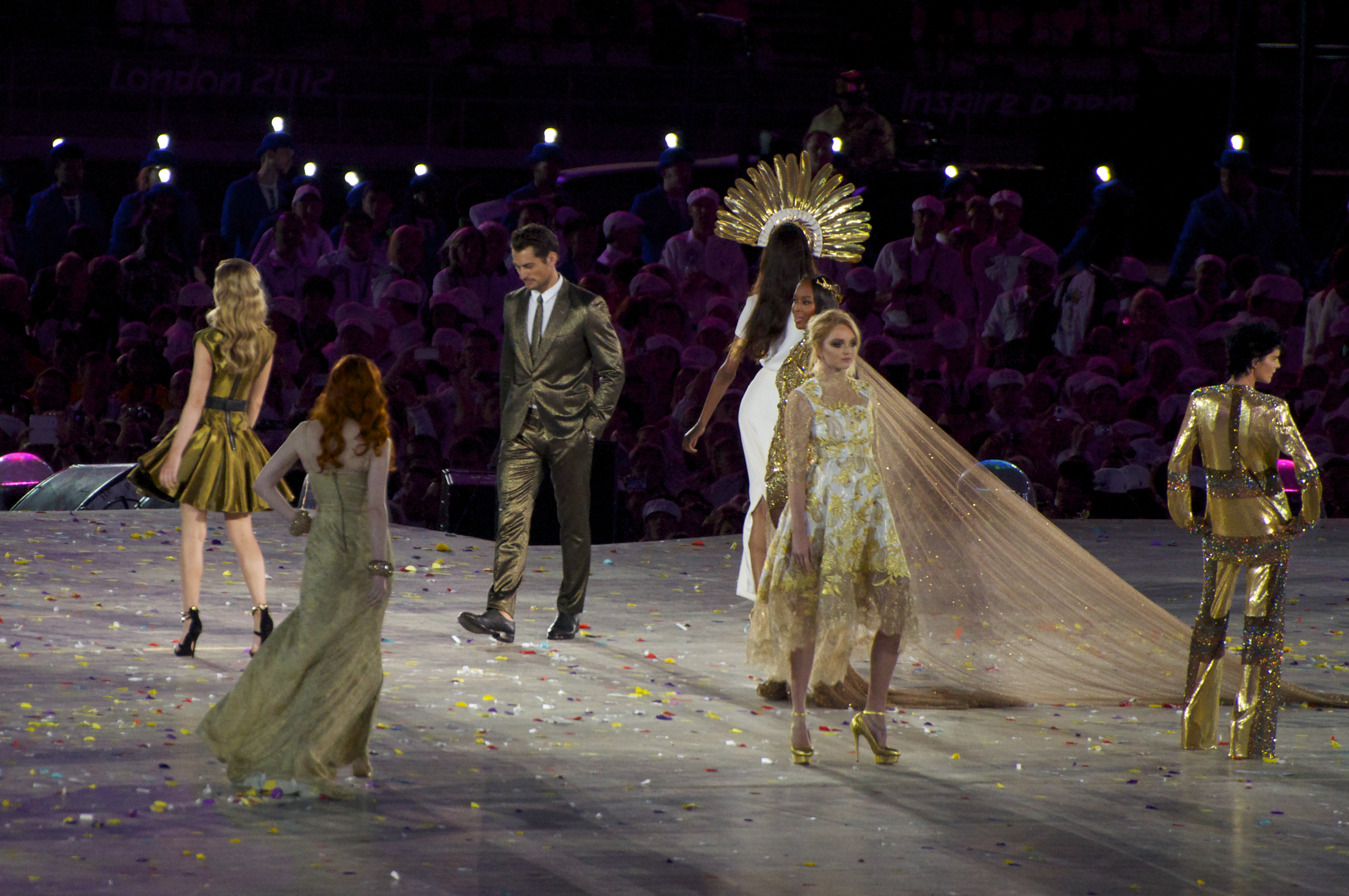
David Gandy và các người mẫu khác tạo dáng trong lễ bế mạc Thế vận hội mùa hè 2012.

Trong lễ bế mạc Thế vận hội mùa hè 2012, Gandy là nam giới duy nhất bước trên sàn catwalk hình cờ nước Anh với các nhà mốt Anh và cùng với các người mẫu Naomi Campbell, Kate Moss, Jourdan Dunn, Lily Donaldson, Georgia May Jagger, Karen Elson và Stella Tennant.

### Chiến dịch quảng cáo
- 7 For All Mankind P/E (2009)
- Aspinal (2018)
- Banana Republic P/E (2012)
- Dolce & Gabbana A/I (2006;2008-2009) P/E (2009-2011)
- Dolce & Gabbana Cosmetics (2009-2010)
- Dolce & Gabbana Eyewear A/I (2011)
- Dolce & Gabbana light blue (2008-presente)
- Dolce & Gabbana Watches (2012)
- El Libro Amarillo P/E (2010)
- El Palacio de Hierro A/I (2011;2015)
- Feldpausch A/I (2010) P/E (2013)
- Free Soul A/I (2009)
- Lucky Brand (2012-2014)
- Marks & Spencer (2013-2018)
- Marks & Spencer X David Gandy A/I (2018)
- Massimo Dutti P/E(2008;2011;2013-2014) A/I (2008-2010;2013)
- PKZ/Feldpausch (2011)
- Sarar P/E (2010)
- Selected P/E (2014) A/I (2014)
- Sergio K (2011)
- Zirh Ikon Fragrance (2008)

## Đời tư
Gandy có một cô con gái, Matilda (sinh vào tháng 11 năm 2018), với người bạn đời của anh, luật sư Stephanie Mendoros.